# Espulsione dei tedeschi dall'Europa orientale

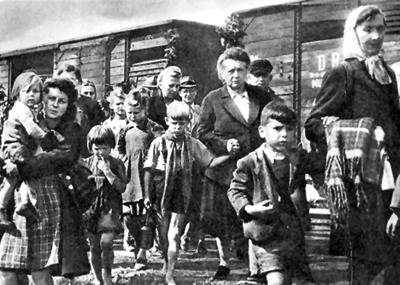
Durante il secondo dopoguerra milioni di immigrati di origine tedesca nell'Europa dell'est furono uccisi o deportati.

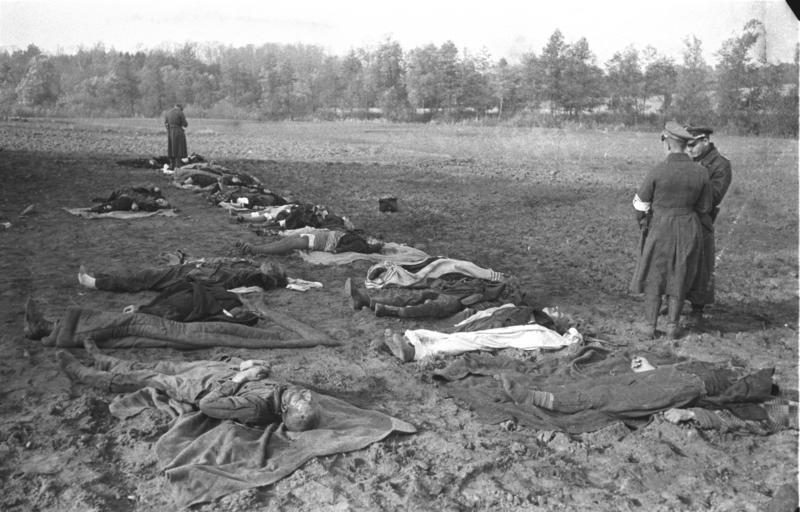
Civili tedeschi morti a Nemmersdorf, Prussia orientale. Le notizie sulle atrocità commesse dai sovietici, ingigantite dalla propaganda nazista, indussero molti civili a ritirarsi verso occidente.

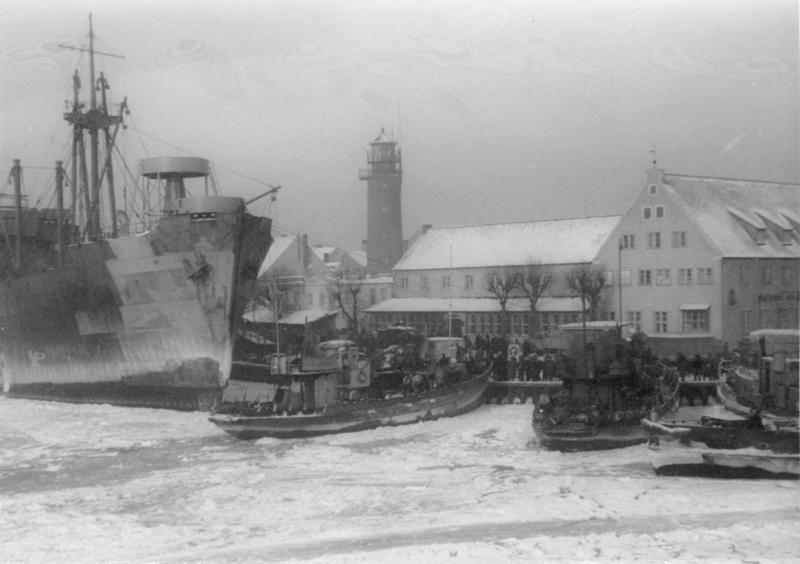
Evacuazione di Pillau, 26 gennaio 1945

Per espulsione dei tedeschi dell'Europa orientale (definiti in tedesco: Heimatvertriebene, vale a dire "coloro che sono stati cacciati dalla propria terra") si intende il drammatico trasferimento delle popolazioni di etnia tedesca dall'Europa centro-orientale verso le odierne Germania e Austria.
L'emigrazione avvenne in tre ondate: la prima corrisponde alla fuga spontanea e all'evacuazione più o meno organizzata di fronte all'avanzata dell'Armata Rossa a metà del 1944 e all'inizio del 1945. La seconda fase corrisponde alle espulsioni avvenute in modo caotico dopo la sconfitta della Wehrmacht. La terza concerne le espulsioni più organizzate avvenute a seguito degli accordi di Potsdam, nei quali i vincitori della Seconda guerra mondiale ridisegnarono i confini dei paesi dell'Europa orientale.
Le espulsioni ebbero luogo principalmente in Polonia (7 milioni) e Cecoslovacchia (3 milioni), ma toccarono la maggior parte dei paesi dell'Europa centrale e orientale. Questi movimenti coinvolsero tra i 12 e i 16 milioni di persone e rappresentano il più grande trasferimento di popolazione avvenuto alla fine della seconda guerra mondiale e, probabilmente, di tutta la storia contemporanea. Almeno 2.000.000 di civili morirono durante i trasferimenti a causa dei maltrattamenti subiti, di malattie e di stenti. Le espulsioni terminarono nei primi anni cinquanta. In quel momento, negli ex territori tedeschi d'oriente restava solo il 12% della popolazione di etnia tedesca residente in loco prima della guerra.

## Evacuazioni e fughe alla fine della guerra
Verso la fine della guerra, all'avanzata dell'Armata Rossa verso occidente, molti tedeschi temevano l'imminente occupazione sovietica. I soldati sovietici, infatti, commisero numerosi crimini tuttavia, le notizie sulle atrocità commesse, come ad esempio il massacro di Nemmersdorf, furono in parte esagerate e largamente diffuse dalla macchina di propaganda nazista.
I piani per evacuare verso ovest la popolazione di tedeschi etnici dall'Europa orientale e dai territori orientali della Germania, furono preparati dalle varie autorità naziste verso la fine della guerra. Nella maggior parte dei casi, tuttavia, l'attuazione fu ritardata fino a quando le forze sovietiche e alleate non avessero sconfitto le forze tedesche e non fossero già avanzate nelle aree da evacuare. La responsabilità di lasciare milioni di tedeschi etnici in queste aree vulnerabili fino a quando le condizioni di combattimento non li avessero travolti può essere attribuita direttamente alle misure adottate dai nazisti nei confronti di chiunque fosse anche solo sospettato di atteggiamenti "disfattisti" (come l'evacuazione era considerata) e al fanatismo di molti funzionari nazisti nell'esecuzione degli ordini di Hitler di "non ritirarsi".
Il primo esodo di massa di civili tedeschi dai territori orientali che si verificò fu dovuto sia a fughe spontanee che ad evacuazioni organizzate, iniziate nell'estate del 1944 e continuate fino alla primavera del 1945. Le condizioni si fecero particolarmente caotiche durante l'inverno, quando code lunghe chilometri di rifugiati si snodavano nella neve tentando di non farsi raggiungere dall'avanzata dell'Armata Rossa.
Tra i 6 e gli 8,35 milioni di tedeschi fuggirono o vennero evacuati dalle aree ad est della linea Oder-Neisse prima che l'Armata Rossa prendesse il controllo della regione. Le colonne di profughi che vennero in contatto con l'avanzata dei sovietici subirono perdite altissime quando diventavano l'obiettivo di aerei a bassa quota, e su qualcuna di esse piombarono talvolta anche i carri armati. Molti rifugiati tentarono di tornare a casa quando i combattimenti finirono. L'Archivio Federale Tedesco ha stimato che 100-120.000 civili (1% della popolazione totale) furono uccisi durante le fughe e le evacuazioni.

## Espulsioni dopo la sconfitta della Germania

### Cecoslovacchia
Nel censimento del 1930 la popolazione di lingua tedesca della Cecoslovacchia ammontava a 3.231.688 persone, il 22,3% della popolazione totale. Il demografo polacco Piotr Eberhardt sostiene che la popolazione di lingua tedesca in Cecoslovacchia includeva anche 75.000 Ebrei nel 1930. Lo Statistisches Bundesamt della Germania Ovest stimò la popolazione tedesca in Cecoslovacchia nel 1939 in 3.477.000 persone. Fonti in lingua inglese, stimano il numero di tedeschi in Cecoslovacchia in circa 3,5 milioni, convergendo sull'analisi tedesca.
| Descrizione                                           | Totale    | Tedeschi etnici | Altri   |
| ----------------------------------------------------- | --------- | --------------- | ------- |
| Tedeschi dei Sudeti                                   | 3.037.361 | 3.037.361       | -       |
| Ebrei                                                 | 2.035     | 2.035           | -       |
| Cechi                                                 | 193.786   | -               | 193.786 |
| Altri gruppi etnici                                   | 3.670     | -               | 3.670   |
| Nazionalità straniere                                 | 39.747    | 11.754          | 27.993  |
| Apolidi                                               | 3.415     | 2.454           | 961     |
| Cittadinanza indeterminata                            | 128.435   | 10.811          | 117.624 |
| Censimento tedesco nei Sudeti del maggio 1939         | 3.408.449 | 3.064.415       | 344.034 |
|                                                       |           |                 |         |
| Protettorato di Boemia e Moravia                      | -         | 259.000         | -       |
|                                                       |           |                 |         |
| Popolazione tedesca in Slovacchia                     | -         | 154.000         | -       |
|                                                       |           |                 |         |
| Popolazione tedesca totale in Cecoslovacchia nel 1939 | -         | 3.477.000       | -       |

Fonte: Die deutschen Vertreibungsverluste. Bevölkerungsbilanzen für die deutschen Vertreibungsgebiete 1939/50, Statistisches Bundesamt, Wiesbaden (ed.), Stuttgart: W. Kohlhammer, 1958, pp. 322–339

In nero, le regioni dell'attuale Repubblica Ceca con maggioranza (50% o più) di popolazione tedesca prima del 1945

La cifra sulla popolazione tedesca stimata in 3.477.000 persone in base al censimento del maggio 1939 e alle tessere annonarie per il razionamento in Boemia e Moravia fu utilizzata dallo Statistisches Bundesamt quando stimò in 273.000 le perdite civili per l'espulsione dalla Cecoslovacchia. Gli storici tedeschi Hans Henning Hahn ed Eva Hahnova hanno sottolineato che il rapporto dello Statistisches Bundesamt per la Cecoslovacchia era basato sul lavoro di Alfred Bohmann, un ex-membro del partito nazista che servì in guerra nelle SS; Il numero dello Statistisches Bundesamt dei 273.000 civili morti per l'espulsione è spesso citato nella letteratura storica. Da ricerche recenti, una commissione congiunta tedesca e ceca di storici nel 1995 ha scoperto che la stima demografica precedente era sopravvalutata e basata su informazioni errate, e ha concluso che il numero effettivo delle vittime ammonta ad almeno 15.000 persone, fino ad un massimo di 30.000 morti se si tiene conto che alcune morti non vennero riportate. Il Servizio di Ricerca della Chiesa Tedesca fu in grado di confermare la morte accertata di 18.889 persone durante l'espulsione dalla Cecoslovacchia (morte violenta 5.556; suicidi 3.411; deportati 705; nei campi 6.615; durante la guerra 629; dopo la guerra 1.481; cause sconosciute 379; altre 73.)
Durante l'occupazione tedesca della Cecoslovacchia, soprattutto dopo le rappresaglie a seguito dell'omicidio di Reinhard Heydrich, la maggioranza dei gruppi della resistenza ceca chiedevano che il "problema tedesco" fosse risolto con trasferimenti ed espulsioni. Queste richieste vennero adottate dal governo in esilio della Cecoslovacchia, che cercò l'appoggio degli Alleati per questa proposta, a partire dal 1943. L'accordo finale per il trasferimento dei tedeschi non venne raggiunto fino alla conferenza di Potsdam.
Sul piano legale e ideologico l'espulsione fu preparata tramite i cinque decreti Beneš . Presentati tra il maggio e l'ottobre del 1945, concernettero la confisca di tutti i beni dei tedeschi e degli ungheresi sul suolo cecoslovacco, nonché la revoca della cittadinanza.
I trasferimenti dei tedeschi in Cecoslovacchia furono operati da una pluralità di soggetti senza che vi fosse un reale coordinamento. Essi si distinsero in quattro categorie: la nuova gendarmeria creata dai comitati cittadini e di villaggio del Fronte Nazionale, i partigiani Cechi e Slovacchi delle "Guardie Rivoluzionarie", l'Armata Svoboda (composta da reparti del ricostituito esercito cecoslovacco) e infine l'Armata Rossa.

### Polonia

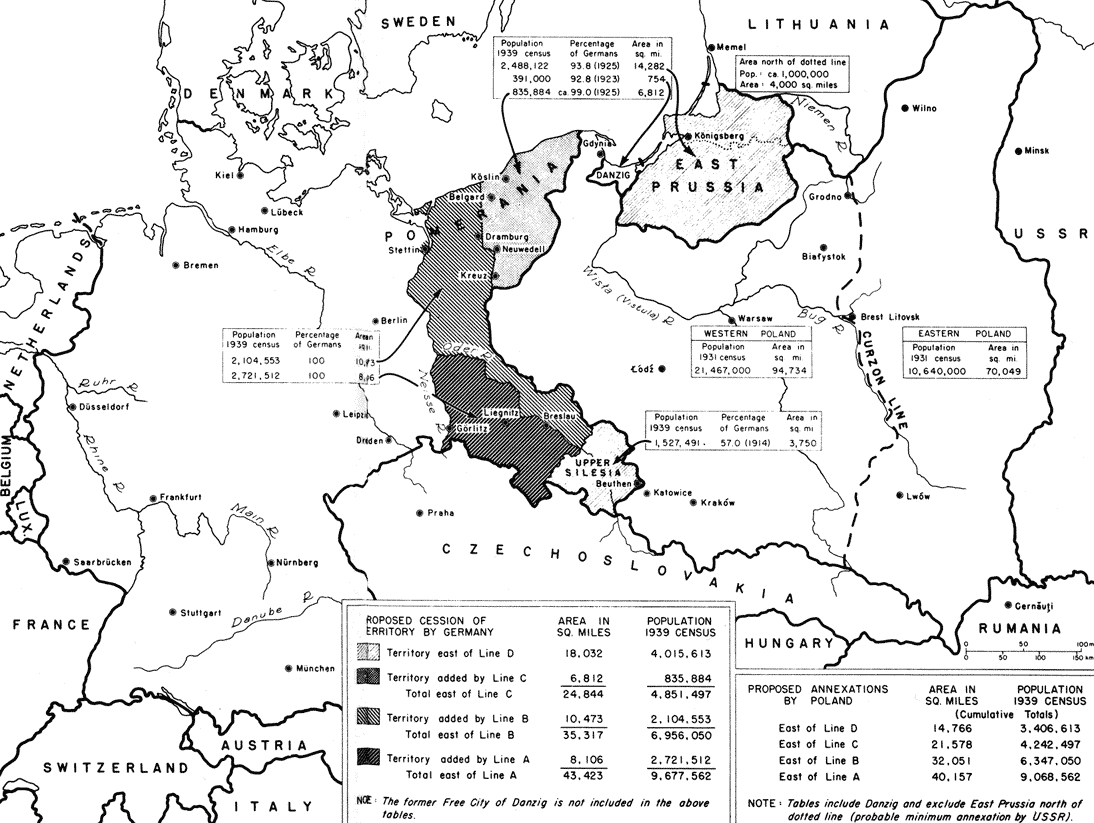
Ipotesi di spostamento dei confini della Polonia e del trasferimento della popolazione.

Durante i primi anni di guerra sia il governo polacco in esilio a Londra (con qualche eccezione come Tomasz Arciszewski) sia il Comitato nazionale polacco di liberazione di Lublino svilupparono un programma di revisione dei confini occidentali della Polonia pre-bellica. Questi ultimi dovevano essere allargati alla Prussia orientale, alla Slesia, alla Pomerania prussiana fino all'Oder non solo per considerazioni di tipo storico (luoghi appartenuti alla dinastia dei Piast), strategico (amplio accesso al mar Baltico),ma anche di tipo etnico, in quanto territori abitati da consistenti minoranze di lingua polacca da recuperare alla madrepatria.  Il governo provvisorio di unità nazionale (costituito dal governo provvisorio filo-sovietico nato dal Comitato nazionale polacco di liberazione integrato da importanti esponenti fuoriusciti dal governo in esilio di Londra), creato nel Giugno del 1945 in seguito agli accordi di Jalta, metterà in pratica questa politica.
La prima tappa di espulsione della popolazione tedesca residente negli attuali confini polacchi fu organizzata dalle stesse autorità nazionalsocialiste con la dichiarazione del "regime di fortezza" per le piazze da loro dirette (come Konigsberg o Breslavia), in seguito all'avanzata dell'Armata Rossa nella sua offensiva d'inverno cominciata il 12 gennaio del 1945. Tutta la popolazione non idonea al combattimento e capace di muoversi fu espulsa dalle città orientali del Terzo Reich, per un totale di 2.100.000 persone che superarono la linea Oder-Neisse fra il gennaio ed il giugno del 1945. La seconda fase, di "espulsioni selvagge", avvenne fra il giugno del 1945 ed il febbraio del 1946 e fu operata sia dai sovietici che dai polacchi. Esse furono volte ad attuare una rapida de-germanizzazione, al fine di ottenere un fait accompli rispetto all'annessione di questi territori alla Polonia. La terza operazione di deportazione, detta "operazione rondine" venne attuata in seguendo le direttive della Conferenza di Potsdam, che previdero un trasferimento di popolazione da attuarsi "in maniera ordinata e umanitaria". Le espulsioni si svolsero fra il febbraio e l'ottobre del 1947.
I trasferimenti dei tedeschi operati in Polonia successivamente alle evacuazioni naziste furono pianificati e controllati principalmente dai servizi di sicurezza polacchi, mentre un ruolo ausiliario ma decisivo fu quello dell'Armata Rossa.
Alla quantificazione di massima dei deportati germanofoni dalla Polonia si è giunti in maniera prevalentemente indiretta, in base allo scorporo dei dati sui residenti nei settori di occupazione alleata, in base a resoconti individuali delle persone interessate dai trasferimenti od ancora come risultato di ricerche promosse da associazioni di deportati.
I dati più affidabili, riconosciuti sia da parte polacca, sia da parte tedesca sono stati individuati da Marion Frantzioch, il quale ha fornito una cifra di sette milioni di deportati, da cui sono stati esclusi i tedeschi espulsi dalla porzione orientale della Seconda Repubblica polacca, annessa all'URSS (quantificati in circa un milione).Per quanto concerne i civili germanofoni morti nel processo di espulsione, sempre Frantzioch ha quantificato 1.225.000 decessi di civili, mentre secondo Norman Naimark sarebbero stati un milione e mezzo. La commissione storica tedesco-polacca, facendo riferimento alla sola Prussia nord-orientale, ha formulato una cifra di 400.000 morti per varie cause su 3,5 milioni di trasferiti dopo il novembre 1945. Queste cifre hanno riguardato esclusivamente la popolazione civile, in quanto i prigionieri di guerra vennero immediatamente internati in campi di concentramento su suolo polacco e poi deportati in URSS come lavoratori forzati gestiti da un'autonoma direzione facente capo al GULag, come parte delle riparazioni di guerra dovute dalla Germania all'URSS. A questi lavoratori forzati si devono infine aggiungere i circa 60.000 civili maschi validi tedeschi dei territori occupati, di età compresa fra i 17 e i 50 anni, assegnati a lager semoventi dell'NKVD in territorio sovietico.

## Ripartizione degli sfollati in Germania
Il trasferimento dei profughi dall'Europa orientale in Germania consistette in una ricollocazione nelle zone d'occupazione alleate secondo un criterio di equità, come previsto dal terzo paragrafo del XII punto della dichiarazione interalleata di Potsdam sulla Germania. Con lo stabilimento della Land Refugees Administration, alla fine del 1945, fu possibile cominciare ad attuare le disposizioni previste dalla dichiarazione.

### Nella zona di amministrazione sovietica
L'accoglimento dei migranti forzati nella zona di amministrazione sovietica - dal 7 ottobre 1949 Repubblica Democratica Tedesca - destò immediatamente preoccupazione nei responsabili del governo militare, poiché il territorio loro soggetto non poteva sostenere materialmente l'arrivo di molti milioni di profughi. Pertanto il Consiglio di controllo alleato, il 10 Settembre 1945, permise l'effettiva ripartizione dei rifugiati in maniera equilibrata fra le varie zone di occupazione. La SBZ accettò 4,3 milioni di profughi e la popolazione della zona sovietica crebbe del 17,8% rispetto a quella residente nel 1939 nello stesso luogo. La densità di popolazione ebbe un incremento in alcuni casi anche del 50%, come nel Meclemburgo e più in generale si passò da 141 abitanti per kmq a 155. Gli espulsi arrivarono ad essere, nel corso di pochi anni, una quantità considerevole della popolazione nelle varie regioni orientali, con una media zonale del 24,2% nel 1949, ma con punte molto più elevate nel Meclemburgo-Verpormern dove i non autoctoni arrivarono a contare il 43% dei residenti. La maggioranza degli espulsi fu composta da donne e bambini, che costituivano quasi il 72% dei rifugiati.

### Nelle zone di amministrazione occidentali
Nelle zone di occupazione britannica, americana e francese -a partire dal 23 maggio 1949 Repubblica Federale Tedesca- il numero di migranti forzati che raggiunsero i vari Lander furono circa 9 milioni di unità, costituite da slesiani, tedeschi dei Sudeti, prussiani orientali e oriundi pomerani, con minoranze provenienti dalla Polonia ai confini del 1939, dalla allora Jugoslavia, dalla Romania, dall'Ungheria. Inizialmente i rifugiati si recarono nelle zone contigue ai luoghi di provenienza, come la Baviera, la Bassa Sassonia o lo Schleswig Holstein, ma al fine di evitare squilibri gravosi si optò per la redistribuzione degli espulsi nelle varie regioni, a seconda delle possibilità economiche delle stesse. Alla data del 6 Giugno del 1961 circa il 16% della popolazione della Bundesrepublik era costituita dai profughi dell'Europa orientale.

ZA = Zona d'occupazione americana
ZB = Zona d'occupazione britannica
ZF = Zona d'occupazione francese
ZS = Zona d'occupazione sovietica
| Distribuzione degli 11.935.000 sfollati nella Repubblica Federale Tedesca e nella DDR (dati del 1950) | Distribuzione degli 11.935.000 sfollati nella Repubblica Federale Tedesca e nella DDR (dati del 1950) | Distribuzione degli 11.935.000 sfollati nella Repubblica Federale Tedesca e nella DDR (dati del 1950) | Distribuzione degli 11.935.000 sfollati nella Repubblica Federale Tedesca e nella DDR (dati del 1950) | Distribuzione degli 11.935.000 sfollati nella Repubblica Federale Tedesca e nella DDR (dati del 1950) |
| --- | --- | --- | --- | --- |
| Stato federale tedesco                                                                                | Zona d'occupazione                                                                                    | Numero di profughi                                                                                    | % del totale dei profughi                                                                             | % della popolazione dello Stato federale                                                              |
| Baviera                                                                                               | ZA | 1.937.000                                                                                             | 16,2 %                                                                                                | 21 %                                                                                                  |
| Bassa Sassonia                                                                                        | ZB | 1.851.000                                                                                             | 15,5 %                                                                                                | 27 %                                                                                                  |
| Renania Settentrionale-Vestfalia                                                                      | ZB | 1.332.000                                                                                             | 11,2 %                                                                                                | 10 %                                                                                                  |
| Meclemburgo-Pomerania Anteriore                                                                       | ZS | 981.000                                                                                               | 8,2 %                                                                                                 | 45 %                                                                                                  |
| Sassonia-Anhalt                                                                                       | ZS | 961.000                                                                                               | 8,1 %                                                                                                 | 23 %                                                                                                  |
| Baden-Württemberg                                                                                     | ZF/ZA                                                                                                 | 862.000                                                                                               | 7,2 %                                                                                                 | 13,5 %                                                                                                |
| Schleswig-Holstein                                                                                    | ZB | 857.000                                                                                               | 7,2 %                                                                                                 | 33 %                                                                                                  |
| Sassonia                                                                                              | ZS | 781.000                                                                                               | 6,5 %                                                                                                 | 14 %                                                                                                  |
| Assia                                                                                                 | ZA | 721.000                                                                                               | 6 %                                                                                                   | 16,5 %                                                                                                |
| Turingia                                                                                              | ZS | 607.000                                                                                               | 5,1 %                                                                                                 | 20,5 %                                                                                                |
| Brandeburgo                                                                                           | ZS | 581.000                                                                                               | 4,9 %                                                                                                 | 23 %                                                                                                  |
| Renania-Palatinato                                                                                    | ZF | 152.000                                                                                               | 1,3 %                                                                                                 | 5 %                                                                                                   |
| Berlino Ovest                                                                                         | ZA/ZF/ZB                                                                                              | 148.000                                                                                               | 1,2 %                                                                                                 | 6,9 %                                                                                                 |
| Amburgo                                                                                               | ZB | 116.000                                                                                               | 1 %                                                                                                   | 7,2 %                                                                                                 |
| Brema                                                                                                 | ZA | 48.000                                                                                                | 0,4 %                                                                                                 | 8,6 %                                                                                                 |

Note:
Il totale (11.935 milioni di sfollati nel 1950) è così ripartito: 3.911 milioni nella DDR e 8.024 milioni Repubblica Federale Tedesca. Sono presi in considerazione solo i profughi arrivati nell'attuale Germania prima del 1950.
La Saarland nel 1950 era una regione autonoma francese e pertanto non figura nell'elenco.
Il Baden-Württemberg nel 1950 non esisteva ancora, all'epoca era formato dagli Stati federali di Württemberg-Baden, Südwürttemberg-Hohenzollern e Südbaden.